# Marquesat de Camarasa
El marquesat de Camarasa és un títol nobiliari concedit per Alfons el Benigne, el 1330, al seu fill Ferran, a la mort del qual, el 1363, revertí a la corona. El 1368 Pere el Cerimoniós el lliurà al seu fill Martí, que el 1392, ja rei, el cedí a la seva muller Maria de Luna, la qual el vengué a la ciutat de Lleida el 1396. El marquesat tornà a la corona el 1414. Adquirida la senyoria per Francesc d'Arinyó, secretari d'Alfons el Magnànim, el 1428 la cedí a Joan el Sense Fe, a canvi de la meitat de Calaceit.
El 1458 fou venuda a Luís de Coscon, i per matrimoni passà als Luna, senyors de Ricla. El marquesat fou concedit de nou el 1543 a Diego de los Cobos i a la seva muller Francisca Luisa de Luna, senyora de Camarasa i de Ricla.
La grandesa d'Espanya sobre el marquesat fou atorgada el 1626 a llur net i sisè titular, Diego Sarmiento de los Cobos Luna i Guzmán.
Fa referència a l'antiga jurisdicció territorial de la Noguera anomeada «el Marquesat», que comprenia els llocs de Camarasa, Cubells, Llorenç, Montgai, Privà, Santa Linya, Alòs, Vilanova de Meià, Fontllonga, Llimiana, Vernet, Castelló de Meià, Ariet i Fabregada.

## Marquesos (des del 1543)
| Marquès | Titular                                                            | Període   |
| ------- | ------------------------------------------------------------------ | --------- |
| I       | Diego de los Cobos y Mendoza                                       | 1543-1575 |
| II      | Francisco Manuel de los Cobos y Luna                               | 1575-1612 |
| III     | Diego de los Cobos Guzmán y Luna                                   | 1612-1645 |
| IV      | Manuel de los Cobos y Luna                                         | 1646-1668 |
| V       | Baltasar Gómez de los Cobos y Luna                                 | 1668-1715 |
| VI      | Miguel Baltasar Sarmiento de los Cobos                             | 1715-1733 |
| VII     | María Micaela Gómez de los Cobos                                   | 1733-1761 |
| VIII    | Leonor Gómez de los Cobos                                          | 1761-1762 |
| IX      | Isabel Rosa de los Cobos y Luna                                    | 1762-1773 |
| X       | Baltasara de los Cobos y Luna                                      | 1773-1791 |
| XI      | Domingo Gayoso de los Cobos                                        | 1791-1803 |
| XII     | Joaquín María Gayoso de los Cobos y Bermudez de Castro             | 1803-1849 |
| XIII    | Francisco de Borja Gayoso Téllez-Girón de los Cobos Luna y Mendoza | 1849-1860 |
| XIV     | Jacobo Gayoso de los Cobos y Téllez-Girón                          | 1860-1871 |
| XV      | Francisca de Borja Gayoso de los Cobos y Sevilla                   | 1871-1926 |
| XVI     | Ignacio Fernández de Henestrosa y Gayoso de los Cobos              | 1926-1948 |
| XVII    | Victoria Eugenia Fernández de Córdoba y Fernández de Henestrosa    | 1948-2013 |
| XVIII   | Victoria Elisabeth von Hohenlohe-Langenburg                        | 2018      |